# Marcel Gebelin
Marcel Gebelin (* 24. Juni 1907 in Nîmes; † 26. Dezember 1980 ebenda) war ein französischer Fußballspieler und -trainer.

## Karriere
Der Mittelfeldspieler Gebelin wuchs in Nîmes auf, wo er in seiner Jugend beim Stadtverein SC Nîmes das Fußballspielen begann. Von 1926 an spielte er für die Entente Perrier aus dem Nachbarort Vergèze, bevor er 1928 zum FC Sète ging. Für seinen neuen Klub trat er in der höchsten Amateurliga Division d’Honneur an, die aufgrund des Fehlens einer landesweiten Profiliga die höchste Spielklasse darstellte. In einer Zeit, zu der Ein- und Auswechslungen nicht möglich waren, konnte er sich bei Sète jedoch nicht etablieren und wechselte 1929 zu seinem Ex-Klub SC Nîmes, der derselben Liga angehörte. 
Mit Nîmes erreichte Gebelin im Verlauf der Spielzeit 1931/32 die Qualifikation für die Division 1, die 1932 als nationale Profiliga geschaffen wurde. Als Stammspieler gehörte er der ersten Erstligamannschaft der Vereinsgeschichte an, entschied sich 1934 aber trotz seines weiterhin bestehenden Platzes in der Elf für einen Wechsel zum Lokalrivalen Olympique Alès. Für Alès folgten zwei weitere Erstligajahre, an deren Ende er den Sturz in die zweite Liga allerdings nicht verhindern konnte; mit dem Abstieg 1936 war nach 93 Partien seine offizielle Laufbahn in der Eliteklasse des französischen Fußballs zugleich beendet. Obwohl er anschließend seinen Stammplatz beibehielt, verließ er 1937 auch die zweite Liga und kehrte zum mittlerweile drittklassigen Verein aus Nîmes zurück; dieser hatte zwischenzeitlich den Namen Olympique Nîmes angenommen. 1938 gelang die Rückkehr in die Zweitklassigkeit, ehe 1939 durch den Beginn des Zweiten Weltkriegs der reguläre Spielbetrieb zum Erliegen kam. 
Nîmes nahm ab der Saison 1939/40 an der inoffiziellen Austragung der Meisterschaft teil, womit Gebelin der ebenfalls inoffiziell bestehenden ersten Liga erneut angehörte. 1940 wurde dem weiterhin aktiven Spieler daneben die Verantwortung als Trainer der Mannschaft übertragen. Dieses Amt übte er als Spielertrainer aus, bis er 1942 mit 35 Jahren sowohl seine Trainer- als auch seine Spielerfunktionen aufgab.